# Biharszentandrás község
Biharszentandrás község (románul: Comuna Sântandrei) község Bihar megyében, Romániában. Központja Biharszentandrás, hozzá tartozik Újpalota.

## Népessége
A 2011-es népszámlálás adatai alapján a község népessége 4912 fő volt.